# Frýdlant nad Ostravicí (stacja kolejowa)
Frydlant nad Ostrawicą – stacja kolejowa we Frydlancie nad Ostrawicą, w kraju morawsko-śląskim, w Czechach. 

## Historia
Stacja kolejowa została otwarta w 1871 roku. Na dworcu znajduje się czynna kasa biletowa, przechowalnia bagażu, bufet, czynne toalety oraz automat do elektronicznego wydawania biletów. Dojazd do dworca kolejowego zapewnia lokalna komunikacja autobusowa kursująca do oddalonej o kilka kilometrów wsi Malenowice, gdzie znajduje się hotel i baza wypadowa w Beskidy.